# Le Faiseur
Pour les articles homonymes, voir Le Faiseur (homonymie).
Le Faiseur est une pièce de théâtre d'Honoré de Balzac, créée sous le titre Mercadet le 24 août 1851 au Théâtre du Gymnase, plus d'un an après la mort de l'auteur.
La rédaction de la pièce, commencée en 1839, fut laborieuse et subit beaucoup de remaniements. Balzac, voulant à tout prix triompher au théâtre, s'entoura de collaborateurs tel Charles Lassailly. Finalement achevée à l'été 1848, la pièce est proposée au Théâtre-Français, mais, malgré une lecture de l'auteur et des préparatifs bien avancés, la pièce est finalement refusée. Après un second refus au théâtre de la Porte-Saint-Martin et le départ de Balzac en Ukraine pour se marier avec Madame Hanska, la pièce est définitivement enterrée. Balzac ne connaîtra jamais, de son vivant, le succès tant convoité.

## Argument
Mercadet, homme d'affaires ruiné, tente de rassurer ses créanciers de plus en plus pressants. Pour cela il invoque un ancien associé, Godeau, parti faire fortune aux Indes et censé rembourser généreusement les dettes de Mercadet à son retour. Comme certains créanciers s'impatientent, Mercadet décide de marier sa fille Julie à un riche jeune homme : monsieur de la Brive. L'idée lui a été soufflée par sa femme, elle-même conseillée par son jeune galant, M. de Méricourt. Malheureusement, monsieur de la Brive, qui cultive deux identités, est encore plus endetté que Mercadet. Au reste, Julie est amoureuse d'un garçon pauvre : Minard. Mercadet démasque le jeune Michonnin de la Brive et tente de le faire passer pour Godeau, mais le subterfuge est éventé. À l'acte V, tel un deus ex machina, toutefois, Godeau est censé être rentré à Paris et aurait payé les créanciers de son ami : c'est en quelque sorte la fiction qui a engendré la réalité dans la pièce. Au reste, Minard, fils naturel de Godeau, est riche.

## Analyse
La pièce tourne en dérision pêle-mêle les spéculateurs, les usuriers, les créanciers et les débiteurs, mais plus globalement encore un capitalisme financier qui spécule en fonction de rumeurs, d'apparence d'opulence ou de délits d'initié. Les créanciers continuent d'avancer de l'argent à Mercadet sur la foi de ses promesses. Lui-même ment ou manipule l'information à son avantage pour spéculer à la baisse ou à la hausse.
La situation décrite dans Le Faiseur ressemble à celle de nombreux escrocs abusant de la crédulité et de la cupidité de leurs créanciers. On pense particulièrement à Thérèse Humbert qui, durant une vingtaine d'années parvint à obtenir des prêts considérables en faisant miroiter le prétendu héritage d'un millionnaire américain.
Félicien Marceau voyait dans cette œuvre une étrange similitude phonétique entre En attendant Godot de Samuel Beckett et Le Faiseur, où l'on peut lire ceci à la scène 6 de l'acte V : « Godeau !… Mais Godeau est un mythe !… Une fable !… Godeau, c’est un fantôme… Vous avez vu Godeau ?… Allons voir Godeau ! (Balzac, Le Faiseur). » Félicien Marceau souligne également que le grand thème du Faiseur est le vide, incarné dans un associé fantôme, dont l'absence même permet à ce monde fictif de « fonctionner ».
Le faiseur est devenu un nom commun dont Balzac a donné la définition : un « faiseur » est un homme qui tente cent affaires sans forcément en réussir une seule. On trouve cette définition dans le Petit Larousse et dans tous les dictionnaires de nos jours.

## Mises en scène notoires
- 1851 : Mercadet est montée au Gymnase, dans une version remaniée par Adolphe d'Ennery, avec un succès remarquable.
- Le 22 octobre 1868, la Comédie-Française inscrit la pièce à son répertoire.
- 1934 : Sous le titre Mercadet ou Le Faiseur, adaptée par Simone Jollivet, la pièce est montée par Charles Dullin qui joue le rôle-titre. Darius Milhaud compose la musique de scène.
- 1957 : Jean Vilar établit une nouvelle version sous le titre Le Faiseur au Théâtre national populaire.
- 1965 : Mise en scène de René Jauneau à la Comédie de l'Est, avec André Pomarat.
- 1972 : Mise en scène de Pierre Franck au théâtre Montansier.
- 1977 : Mise en scène de Pierre Franck au théâtre Marigny, spectacle filmé pour l'émission de télévision Au théâtre ce soir.
- 1984: Mise en scène de Jean Meyer, avec Jean Meyer (Mercadet), Claude Jade (Adeline Mercadet), Vannick Le Poulain (Julie Mercadet) au théâtre des Célestins.
- 1993 : Comédie-Française, mise en scène de Jean-Paul Roussillon[4].
- 2014 : Théâtre des Abbesses, mise en scène d'Emmanuel Demarcy-Mota.
- 2015 : Tréteaux de France, mise en scène de Robin Renucci.
- 2016 : Théâtre du Beauvaisis, mise en scène d'Emmanuel Demarcy-Mota.

## Adaptations
- 1936 : Le Faiseur, film réalisé par André Hugon.
- 1949 : Le Faiseur (The Lovable Cheat), film de Richard Oswald avec Buster Keaton.
- 1965 : Le Faiseur, téléfilm de Jean-Pierre Marchand.
- 1993 : Le Faiseur, téléfilm (France 3) de Georges Folgoas, avec Michel Galabru.

## Musique
- Musique de scène de Darius Mihaud (1940, Op. 145).

## Publications
- 1851, Mercadet, Librairie théâtrale, version en trois actes.
- 1853, Alexandre Cadot, édition conforme au manuscrit de l'auteur.
- 1870, in Œuvres Complètes, tome XVIII : Théâtre, Michel Lévy frères.
- 1877, in Théâtre de H. de Balzac, Ve Alexandre Houssiaux.
- 1927, in Œuvres Complètes, Théâtre, tome II, Albin Michel.
- 1929, in Théâtre, tome II, Louis Conard.
- 1957, Collection du Répertoire, Théâtre national populaire, L'Arche Éditeur.
- 2012, GF Flammarion, présentation par Philippe Berthier.